# Lutz Heßlich

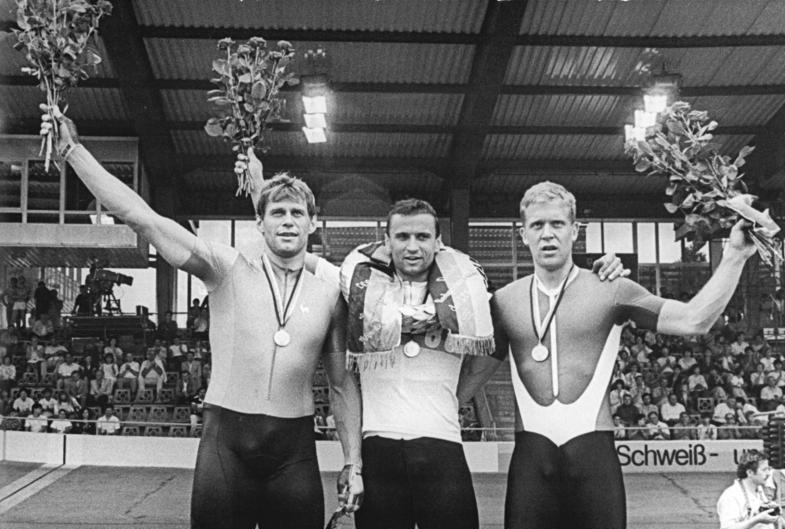
Lutz Heßlich (M.) als DDR-Meister im Sprint 1988 zwischen Michael Hübner (l.) und Bill Huck

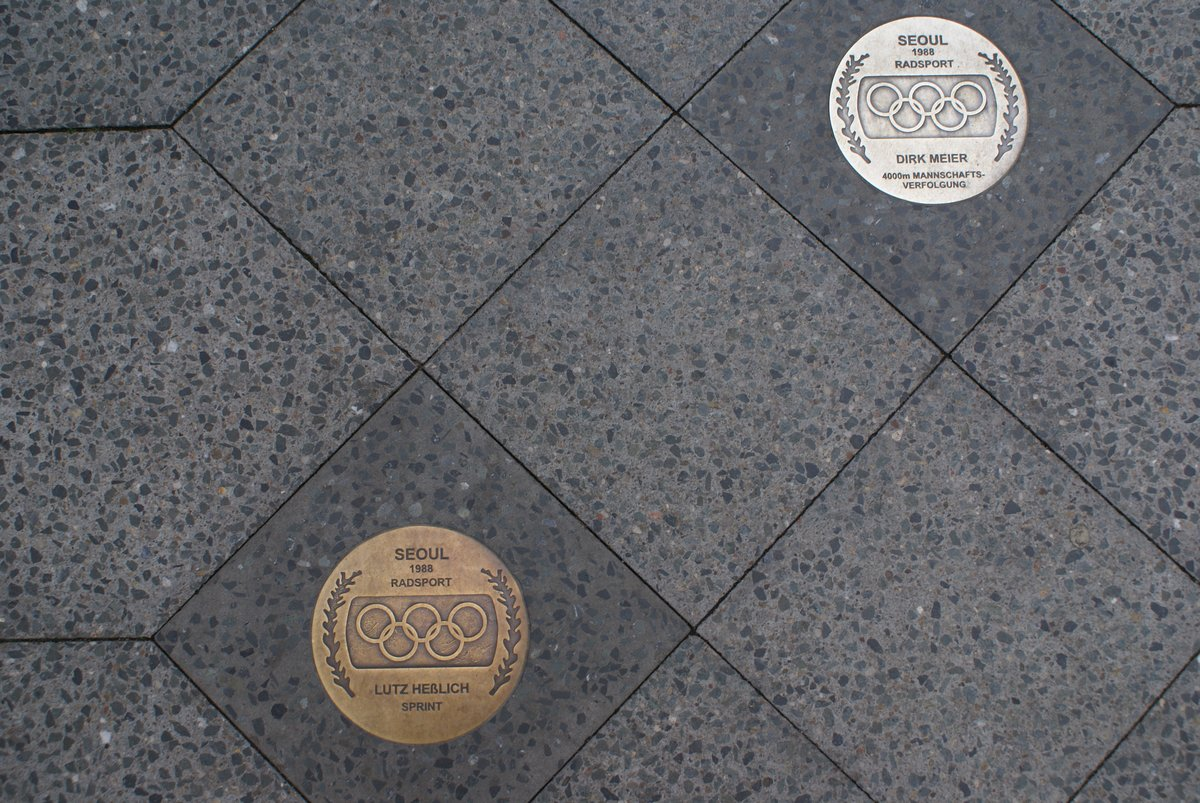
Straße der Medaillengewinner vor dem Rathaus Cottbus mit goldener Medaille für Heßlich

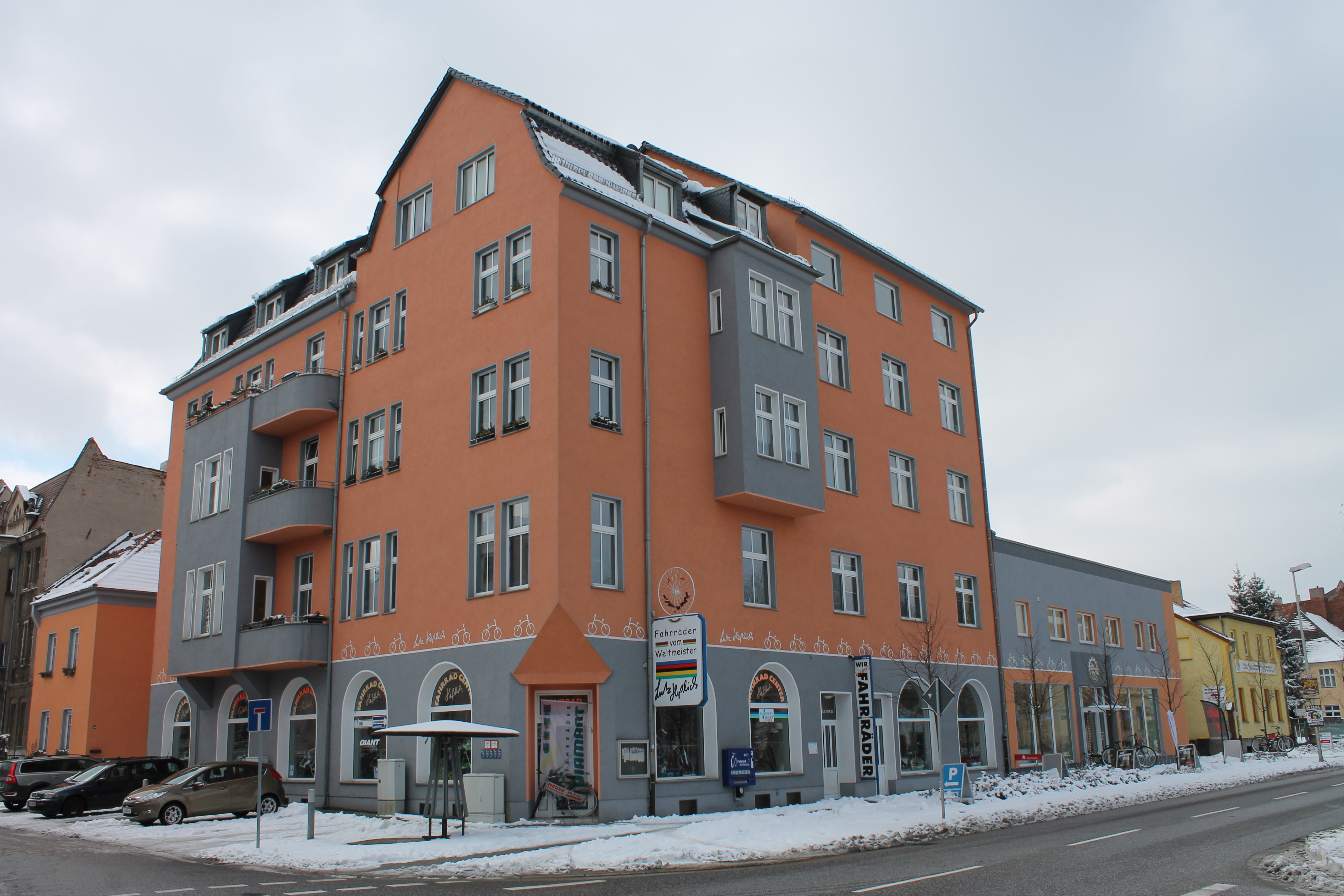
Fahrradfachgeschäft von Lutz Heßlich im Erdgeschoss

Lutz Heßlich (* 17. Januar 1959 in Ortrand, Kreis Senftenberg) ist ein ehemaliger deutscher Bahnradsportler.

## Radsport-Laufbahn
Lutz Heßlich spielte zunächst Fußball bei der TSG Tettau, Radfahren lernte er mit sieben Jahren, vor allem, um den Schulweg von seinem Wohnort zur Schule zurücklegen zu können. Er kam zum ersten Mal mit dem Radsport in Berührung, als an seiner Schule ein Vorentscheid zur „Kleinen Friedensfahrt“ stattfand, den er auf Anhieb gewann. Daraufhin sprach ihn Wilfried Schulz (damals Radsporttrainer der BSG Aktivist Lauchhammer) an und versuchte, ihn für ein systematisches Training im Verein zu begeistern. Er trat der Gemeinschaft bei und trainierte wie seine Gemeinschaftskameraden vor allem auf der Straße.
Lutz Heßlich begann auf diesem Weg 1968 bei der BSG Aktivist Lauchhammer mit dem organisierten Radsport und wechselte 1972 auf die Kinder- und Jugendsportschule nach Cottbus. An der KJS war er zunächst Mitglied in der Trainingsgruppe von Eberhard Pöschke, der auch Bernd Drogan und Hans-Joachim Hartnick an die Weltspitze führte. Auf Dauer waren ihm die Straßenrennen nach eigener Aussage jedoch zu lang und er wechselte mit 15 Jahren in die Bahnradsporttrainingsgruppe für Kurzzeitdisziplinen bei Gerd Müller. Hier entwickelte er sich beim SC Cottbus unter seinem Trainer Gerd Müller zu einem der bekanntesten Radrennfahrer der DDR und der Welt. 1976 und 1977 wurde er Weltmeister der Junioren im Bahnsprint. Direkt im Anschluss an die 1977er Junioren-Weltmeisterschaft nominierte ihn Verbandstrainer Dieter Hermann für die UCI-Weltmeisterschaft in San Cristobal bei den Männern. Er startete an der Seite von Jürgen Geschke (der nach eigener Aussage sein Vorbild war) und Emanuel Raasch. Er sollte die Teilnahme ursprünglich nutzen, um erste Erfahrungen zu sammeln. Lutz Heßlich fuhr ein furioses Turnier und gewann bei seinem ersten WM-Start die Bronzemedaille hinter Geschke und Raasch. Auf diese Leistung war er noch Jahre später besonders stolz.
Es gelang ihm, im Abstand von acht Jahren jeweils eine olympische Goldmedaille im Sprint zu gewinnen, er siegte 1980 in Moskau im Sprint sowie 1988 in Seoul erneut im Sprint. Daniel Morelon bezeichnete ihn nach dem Olympiasieg von Seoul als den besten Sprinter des Jahrhunderts. Allein sechs Mal siegte er beim renommierten Sprint-Klassiker Grand Prix de Paris. Den Grand Prix Aeroflot konnte er neunmal gewinnen. 1985 gewann er den Grand Prix de Reims, einen der ältesten Wettkämpfe für Bahnsprinter in Frankreich. Zweimal gewann er den Großen Preis von Berlin.
Die Olympiateilnahme 1984 blieb ihm verwehrt. Bei den Wettkämpfen der Freundschaft, der Gegenveranstaltung der Olympia-boykottierenden Ostblockländer, erreichte Heßlich als Erster mit 9,98 s eine Zeit unter zehn Sekunden, der Rekord wurde allerdings nicht offiziell anerkannt. Die Unterbietung der 10-Sekunden-Grenze betrachtete er noch nach Jahren als eine seiner wertvollsten Leistungen: „Alles, sogar Olympiasieger kann man öfter werden, aber es gibt nur einen Menschen, der als erster unter dieser Marke bleibt.“ Die 9,98 Sekunden entsprachen einer Geschwindigkeit von etwas über 72 Kilometern pro Stunde. Elfmal gewann er den Großen Preis der DDR im Sprint. Siebenmal war er beim Großen Preis der sozialistischen Länder (einer Wettkampfserie mit Rennen in der DDR, in Tschechien, in Polen und in der Sowjetunion) erfolgreich. Fünfmal gewann er den Grand Prix Kopenhagen.
Nach Abschluss seiner Karriere im Jahr 1988 (die er aus gesundheitlichen Gründen beendete) wurde Heßlich 1990 persönliches Mitglied im Nationalen Olympischen Komitee der DDR, nach der Wiedervereinigung Mitglied im Nationalen Olympischen Komitee für Deutschland. Nach seinem Rücktritt trat er nach der politischen Wende in Cottbus noch einmal für ein Abschiedsrennen Rad an.

## Trivia
Sein persönlicher Rekord bei einem Stehversuch liegt bei 11 Minuten und 30 Sekunden, während eines Rennens gegen seinen Club-Kameraden und späteren Bundestrainer Detlef Uibel.

## Privates und Berufliches
Lutz Heßlich hat ein Sportlehrerstudium abgeschlossen und hätte nach Beendigung seiner Laufbahn die Möglichkeit gehabt, in Cottbus als Trainer zu arbeiten. Dies erschien ihm in Zeiten des Umbruchs in der DDR als zu unsicher und er eröffnete 1990 zunächst ein und später ein weiteres Fahrradgeschäft in Cottbus.
Er lebt mit seiner Frau und seinen beiden Kindern in Cottbus. Sein Sohn Nico (* 1990) war bis 2018 ebenfalls erfolgreich als Bahnradsportler aktiv.
Heßlich ist ein Urenkel des Schrittmachers Walter Heßlich; dieser führte u. a. den niederländischen Weltmeister Piet Dickentman. Er verunglückte tödlich 1951 beim Training auf der Radrennbahn Andreasried in Erfurt. Auch dessen älterer Bruder Willi war als Schrittmacher aktiv.

## Erfolge
1976
- Junioren-Weltmeister – Sprint

1977
- Amateur-Weltmeisterschaft – Sprint
- Junioren-Weltmeister – Sprint

1978
- DDR-Meister – Sprint
- Grand Prix de Paris (Amateure)

1979
- Amateur-Weltmeister – Sprint
- Grand Prix de Paris (Amateure)
- DDR-Meister – Sprint

1980
- Olympiasieger – Sprint
- DDR-Meister – Sprint

1981
- Amateur-Weltmeisterschaft – Sprint

1982
- Amateur-Weltmeisterschaft – Sprint
- DDR-Meister – Sprint

1983
- Amateur-Weltmeister – Sprint
- Grand Prix de Paris (Amateure)
- DDR-Meister – Sprint

1984
- Wettkämpfe der Freundschaft – Sprint
- DDR-Meister – Sprint

1985
- Amateur-Weltmeister – Sprint
- Grand Prix de Paris (Amateure)
- DDR-Meister – Sprint

1986
- Amateur-Weltmeisterschaft – Sprint
- DDR-Meister – Sprint

1987
- Amateur-Weltmeister – Sprint
- Grand Prix de Paris (Amateure)
- DDR-Meister – Sprint

1988
- Olympiasieger – Sprint
- Grand Prix de Paris (Amateure)
- DDR-Meister – Sprint

## Auszeichnungen (Auswahl)
- 1980 – Vaterländischer Verdienstorden in Silber
- 1984 – Vaterländischer Verdienstorden in Gold
- 1986 – Stern der Völkerfreundschaft in Gold
- 1988 – Großer Stern der Völkerfreundschaft